# Antratsit
Antratsit (en ucraniano: Антрацит, romanizado: Antratsyt; en ruso: Антрацит) es una ciudad ucraniana perteneciente al óblast de Lugansk. Situada en el este del país, hasta 2020 era parte del área municipal de Antratsit, pero hoy es parte del raión de Rovenki y del municipio (hromada) de Antratsit.
La ciudad se encuentra ocupada por Rusia desde la guerra del Dombás, siendo administrada como parte de la de facto República Popular de Lugansk.

## Toponimia
El nombre de Antrasit procede de los extensos depósitos de carbón de antracita de alta calidad encontrados en la zona.

## Geografía
Antratsit está 53 kilómetros al sur de Lugansk.

## Historia
El territorio de Antratsit estaba ya habitado hace más de 30.000 años, como lo atestiguan los vestigios arqueológicos (lugares funerarios, numerosos montículos en los alrededores de la ciudad). Después de los efectos devastadores de las invasiones de los nómadas cumanos y mongoles-tártaros, este territorio pasó largo tiempo deshabitado y fue nombrado Campos Salvajes. No fue hasta el final del siglo XVI y principios del siglo XVII que se establecieron los primeros puestos de los cosacos de Zaporoyia y de los cosacos del Don, y que algunos campesinos comenzaron a instalarse allí.
La ciudad debe su nombre y su desarrollo a la antracita, un carbón de alta calidad. En 1794, el cosaco Iván Dvuzhénov encontró carbón de tierra cerca del río Kripenka. 
La ciudad de Antratsit se desarrolló cerca de las pequeñas minas a partir de 1895. A partir del siglo XX se explotaron otras minas.
En noviembre de 1917 se instauró aquí el poder soviético en Antratsit, pero en abril de 1918 las minas fueron ocupadas por tropas alemanas, que permanecieron aquí hasta diciembre de 1918. En 1920, la localidad recibió oficialmente el nombre de Bókovo-Antratsit (en ucraniano: Боково-Антрацит). En 1936, la ciudad se convierte en el centro administrativo de un raión y ese mismo año se inició la publicación de un periódico regional.
Desde 18 de julio de 1942 hasta el 19 de febrero de 1943, en el marco de la Segunda Guerra Mundial, la ciudad fue ocupada por las tropas de la Alemania nazi, pero no explotaron las minas. Un destacamento de Bókovo-Antratsit, bajo el mando de E.I. Voropáiev, estuvo muy activo en la lucha contra los nazis. Seis habitantes recibieron el título de Héroe de la Unión Soviética, y tres la Orden de la Gloria. 
Después del final de las hostilidades, la ciudad fue restaurada, de acuerdo con el cuarto plan quinquenal para la restauración y el desarrollo de la economía nacional de la URSS, comenzó su paisajismo y mejora. En 1962 la ciudad recuperó el nombre de Antratsit. En la década de 1970 hubo grandes esfuerzos para mejorar la problemática situación ambiental a través de la forestación a gran escala de la estepa. 
Antratsit se vio particularmente afectada por el declive económico de Ucrania en la década de 1990 tras el colapso de la Unión Soviética, ya que todas las plantas industriales y casi todas las minas de carbón fueron abandonadas.
El 5 de mayo, el octavo día después de la proclamación de la República Popular de Lugansk, la ciudad fue capturada por los cosacos del Don que llegaron del territorio de Rusia, y la bandera del Don fue colgada en el edificio del ayuntamiento. Durante la guerra del Dombás, aunque la ciudad está ubicada en el territorio declarado por los separatistas prorrusos de la RPL, estaba controlada el llamado "Gran Ejército del Don". El 28 de noviembre comenzaron serios enfrentamientos armados en la ciudad entre unidades de la República Popular de Lugansk y los cosacos del atamán Kozitsin, que terminaron con el atamán detenido por el FSB y llevado a Rusia.

## Demografía
La evolución de la población entre 1939 y 2022 fue la siguiente:
| 13 297                                                        | 24 462 | 54 673 | 60 687 | 71 655 | 63 698 | 61 204 | 55 441 | 54 640 | 53 887 | 53 641 | 52 749 | 52 150 |
| (Fuente: Cities & Towns of Ukraine y UKRAINE: Größere Städte) |        |        |        |        |        |        |        |        |        |        |        |        |

Según el censo de 2001, el 49,7% de la población son ucranianos, el 46,7% son rusos y el resto de minorías son principalmente bielorrusos (1%). En cuanto al idioma, la lengua materna de la mayoría de los habitantes, el 85,9%, es el ruso; del 11,1% es el ucraniano.

## Infraestructura

### Transporte
Antratsit está ubicada en la carretera principal M-03 Kiev-Járkov-Rostov del Don, como la última ciudad ucraniana antes de la frontera rusa en dirección a Rostov.

## Cultura

### Educación
En Antratsit se encuentra la  Facultad de Minería y Transporte de la Universidad Nacional de Ucrania Oriental y el Departamento de Computación y Software de la Universidad Nacional de Radioelectrónica de Járkov.

## Personas ilustres
- Vladímir Liájov (1941-2018): cosmonauta soviético ucraniano que fue el comandante de la Soyuz 32, la Soyuz T-9 y la Soyuz TM-6.
- Irina Poltoratskaya (1979); exjugadora de balonmano rusa, ganadora de una plata en los JJOO de Pekín 2008.
- Alex Len (1993): jugador de baloncesto ucraniano que juega en la posición de pívot y ha pasado por varios equipos NBA.